# HD 141853
HD 141853，又名BD-13 4269，SAO 159544、HR 5896，是一颗恒星，视星等为6.19，位于銀經355.27，銀緯29.89，其B1900.0坐标为赤經15h 46m 3.2s，赤緯-13° 29.89′ 55″。